# Armin Medosch

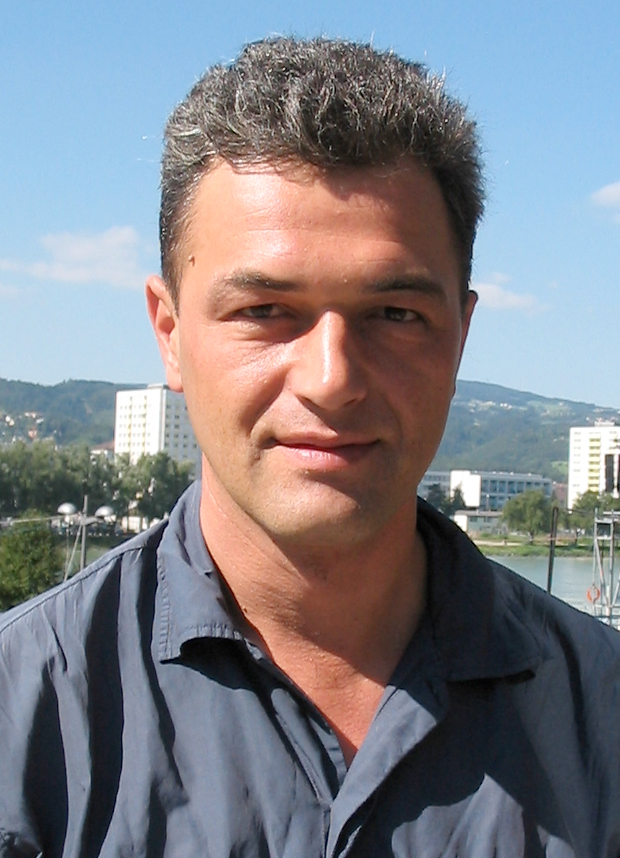
Armin Medosch (2004)

Armin Medosch (* 16. September 1962 in Graz; † 23. Februar 2017 in Wien) war ein österreichischer Medienkünstler und freier Journalist. Er galt als einer der Pioniere der Netzkultur in Europa.

## Leben
Armin Medosch wurde am 16. September 1962 in Graz, Österreich geboren. Im Jahre 1982 begann er ein Studium an der Universität für Musik und darstellende Kunst, das er im Jahre 1985 abschloss. Parallel dazu besuchte er von 1982 bis 1985 auch die Karl-Franzens-Universität, in der er Philosophie und Deutsche Literatur studierte. Nach seinem Studium begann er in den späteren 1980er Jahren seine Tätigkeit als Medienkünstler auch in Wien. Im Rahmen des Projektes Radio Subcom – Das etwas andere Radio, das im neuen Kunstradio des ORF ausgestrahlt wurde, zu experimentieren. Dem Medium Radio, das Experimente zuließ, aber auch viele Menschen erreichen konnte, blieb er als Journalist und Künstler bis zu seinem Tod verbunden.

### Stubnitz
Von 1992 bis 1994 war er Mitinitiator des Stubnitz-Kunst-Raum-Schiffs, einem ehemaligen Kühlschiff der DDR-Hochsee-Fischfangflotte, das ab 1992 soziokulturell genutzt wurde. Diese Idee entstand bereits ein Jahr zuvor als sich Künstler aus Österreich, Deutschland und der Schweiz, darunter auch Medosch, im Juni 1991 das Ziel zur Verwandlung des Schiffes setzten. Während dieser Zeit kuratierte und organisierte er zahlreiche Ausstellungen und Symposien in Rostock, Hamburg, Malmö oder St. Petersburg. Das Projekt ging 1994 in Konkurs.

### Telepolis
Aus der Stubnitz entstand das Projekt Telepolis, eine Ausstellung zur „interaktiven“ Stadt, die in Luxemburg, der Kulturstadt Europas 1995, stattfand. Aus diesem Projekt ging in weiterer Folge das Online-Magazin Telepolis, das, wie bei der Gründung, auch noch heute zum Verlag Heinz Heise gehört, hervor. Das Magazin wurde in Zusammenarbeit der beiden Redakteure Armin Medosch und Florian Rötzer gegründet. Beim Magazin trat Medosch daraufhin in den Jahren 1996 bis 2002 als Redakteur in Erscheinung. Als 1996 lediglich etwa 3 Prozent der Bevölkerung Deutschlands das Internet benutzte, war Telepolis eines der ersten, wenn nicht das allererste, reine Online-Medium eines großen deutschen Verlages. Unter der Leitung der Redaktion entstand dabei rasch ein großes Netz an freien Autoren. Als zentrales Medium hatte Telepolis großen Einfluss auf einen experimentellen, politischen und weitblickenden Netzdiskurs, wobei Brücken der Netzkultur im engeren Sinn und einer größeren Öffentlichkeit geschlagen wurden. Während das Internet immer mehr am Vormarsch war, fokussierte sich Medosch weiterhin auf das Neue und das Experimentelle. In den Jahren nach Telepolis folgten für den gebürtigen Grazer eine Vielzahl von kuratorischen Ausstellungsprojekten, wie etwa mit dem Medienkunstzentrum RIXC in der lettischen Hauptstadt Riga, die theoretisch immer anspruchsvoller wurden.

### Akademische Laufbahn

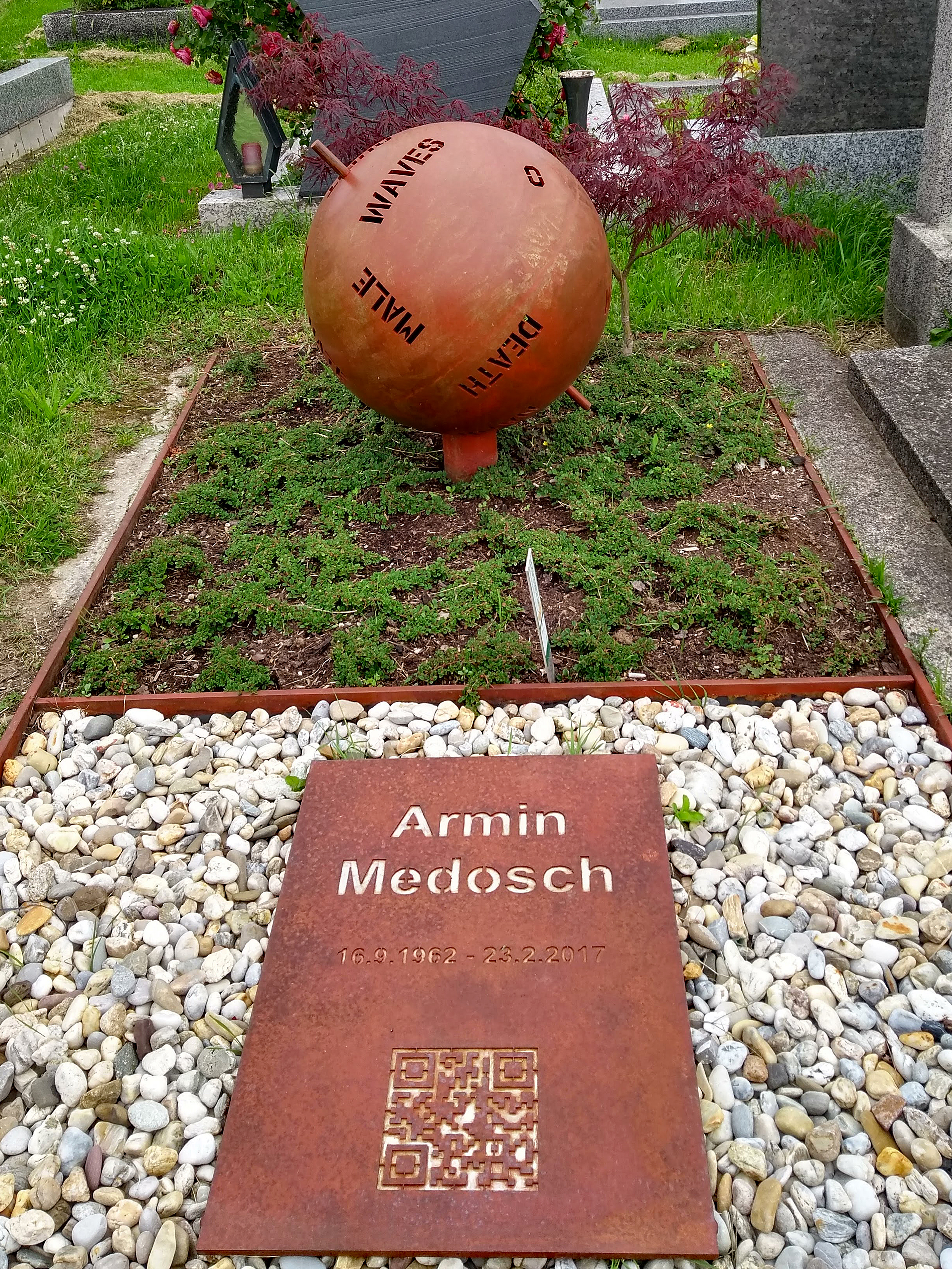
Grab von Armin Medosch am Baumgartner Friedhof in Wien

Im Jahre 2005 erhielt er den akademischen Grad Master of Arts in Interactive Digital Media an der University of Sussex. Von 2006 bis 2012 absolvierte er das Doktoratsstudium in Arts and Computational Technologies, kurz ACT, bei der Professorin Janis Jefferies in den Digital Studios im Goldsmiths, University of London und schloss dieses mit dem Titel Ph.D. ab. Im Jahre 2016 veröffentlichte er das Buch New Tendencies: Art at the Threshold of the Information Revolution (1961–1978) beim Universitätsverlag MIT Press. Zu seinen akademischen Tätigkeiten zählen unter anderem sein Wirken als Associate Senior Lecturer in Interactive Digital Media am Ravensbourne College in London von 2003 bis 2007 bzw. als Subject leader MA Network Media Environments am selben College von 2005 bis 2007. Darüber hinaus war er mit Critical Studies beim MFA Digital Studio Art Practice im Goldsmiths, University of London betraut, war von 2014 bis 2015 researcher eines confine projects über WP5 Dissemination im Projekt FunkFeuer oder von 2015 bis zu seinem Tod 2017 als Gastprofessor in der Theorie und der Geschichte von Kunst und Medien an der Fakultät für Medien und Kommunikation an der Universität Singidunum in Belgrad.

### Tod
Bei der transmediale im Januar 2017 wurde eine Erkrankung Medoschs der Öffentlichkeit bekannt, als er sein Projekt Technopolitics nicht mehr persönlich präsentieren, sondern nur mehr via Live-Stream im Krankenbett verfolgen konnte. Am 23. Februar 2017 verstarb Medosch, der zuletzt in Wien und London lebte und arbeitete. Er wurde am Baumgartner Friedhof bestattet (Gruppe R, Nr. 1640).

## Werke (Auswahl)
- Netzpiraten, Die Kultur des elektronischen Verbrechens, 2001, ISBN 3-88229-188-5
- Freie Netze,  2003, ISBN 3-936931-10-0 (PDF)
- Armin Medosch: New Tendencies: Art at the Threshold of the Information Revolution (1961–1978). MIT Press, Cambridge, Massachusetts 2016, ISBN 978-0-262-03416-6, S. 395.
- Armin Medosch: Publizieren im Internet Community – Content – Interface. In: Frank Hartmann (Hrsg.): Informationsgesellschaft. Sozialwissenschaftliche Aspekte. Wien 1998, ISBN 978-3-901339-03-5, S. 31 f.
- Armin Medosch: Hack Dir Deinen Coolen Code – KulturarbeiterInnen in der Info-Ökonomie. In: Johann Günther, Gregory Zeibekakis (Hrsg.): NETIES, Networking Entities. Krems an der Donau 1999, S. 166 f.
- Armin Medosch: Die Gesellschaft im Ad-hoc-Modus – dezentral, selbst organisiert, mobil. In: Christoph Bieber, Claus Leggewie (Hrsg.): Interaktivität: ein transdisziplinärer Schlüsselbegriff. Campus-Verlag, Frankfurt am Main 2004, ISBN 978-3-593-37603-5, S. 41–65.
- Armin Medosch: Goodbye Privacy! — Welcome Publicity? Ostfildern 2007, ISBN 978-3-7757-2025-0, S. 16/21.
- Armin Medosch: 45 Revolutionen pro Minute. In: Hildegard Fraueneder, Gianni Stiletto (Hrsg.): Was tun: Figuren des Protests. Taktiken des Widerstands. Müry Salzmann Verlag, Salzburg 2010, ISBN 978-3-99014-014-7, S. 12 f.
- Armin Medosch: Fields – an Index of Possibilities. In: Armin Medosch, Rasa Šmite und Raitis Šmits, eds. (Hrsg.): Techno-ecologies 2. Acoustic Space #12. Ausgabe 12. RIXC und Universität Liepāja, 2014, ISBN 978-9934-84341-9, S. 7–14.
- Armin Medosch: The Technological Unconscious and Early Computer Art bzw. The Technological Unconscious and Digital Art. In: Ekmel Ertan, ed. (Hrsg.): Histories of the Post-Digital. amberPlatform, Istanbul 2015, S. 62–97.
- Armin Medosch: Art as Visual Research: The Tendency in New Tendencies. In: Journal for Research Cultures. 1, Ausgabe 1, Dezember 2015.
- Armin Medosch: Shockwaves in the New World Order of Information and Communication. In: Christiane Paul, ed. (Hrsg.): Blackwell Companion to Digital Art. Wiley-Blackwell, Hoboken, New Jersey 2016, ISBN 978-1-118-47524-9, S. 355–282.